# Eswars
Eswars är en kommun i departementet Nord i regionen Hauts-de-France i norra Frankrike. Kommunen ligger i kantonen Cambrai-Est som tillhör arrondissementet Cambrai. År 2022 hade Eswars 360 invånare.

## Befolkningsutveckling
Antalet invånare i kommunen Eswars
| Referens: INSEE |